# Pachnobia distincta
Pachnobia distincta är en fjärilsart som beskrevs av Vladimir S. Kononenko 1981. Pachnobia distincta ingår i släktet Pachnobia och familjen nattflyn. Inga underarter finns listade i Catalogue of Life.